# 北原広之
北原 広之（きたはら ひろゆき、1971年9月13日 - ）は、日本の馬術選手。日本中央競馬会馬事公苑所属。東京都出身。明治大学卒業。

## 略歴
1971年9月13日東京都生まれ。父が日本中央競馬会に勤めていたことと馬事公苑の近くに住んでいたことが縁で、8歳（小学2年生）の頃から馬事公苑にある弦巻騎道少年団に入団し軽乗の訓練を3年間受ける。一時は馬から距離を置くようになるものの、再び馬に乗り始めて高校まで馬術を続ける。18歳時に国体の少年馬場で優勝。一浪の後、憧れの明治大学法学部に入学し馬術部に所属。レギュラーの座は遠く競技会に出場する機会が得られない時期が続くも、3年生の頃から競技会に出場できるようになり、4年時には明菱（めいりょう）号で全日本学生馬術大会の馬場馬術で個人優勝、全日本ヤングライダー選手権で優勝する。
大学卒業後の1995年に日本中央競馬会に入会。1999年から2年間、ドイツのフーベルトゥス・シュミット（アテネ五輪馬場馬術団体金メダリスト）の下で研修を受ける。帰国後の2002年に釜山で行われたアジア競技大会にウサギヨウジンボウ号で出場し、団体銀メダル、個人4位。ドイツ研修中に購入したホワイミー号とともに2004〜2006年の全日本馬場馬術大会を3連覇。2007年にホワイミー号とともに再びドイツを拠点に活動し、2008年に北京五輪地域予選で日本の団体枠獲得に貢献するが北京五輪本番のチーム入りが叶わず帰国。2010年にはアメリカのケンタッキーで行われた世界馬術選手権にホワイミー号とともに出場する。以降は競技馬の育成、佐渡一毅などの後進の育成に力を入れるが、東京五輪出場を目指し2018年3月に再びドイツに拠点を移した。
2020年東京オリンピック馬場馬術ではF組9位で決勝には進出できなかった。

## 主な成績

### オリンピック競技大会
- 2021年東京（ 日本）
  - 馬場馬術　個人45位、団体14位（ウラカン）[4]

### 世界馬術選手権
- 2010年ケンタッキー（ アメリカ合衆国）
  - 馬場馬術　個人62位、団体14位（ホワイミー）[5]

### アジア競技大会
- 2002年釜山（ 韓国）
  - 馬場馬術　個人4位、団体2位（ウサギヨウジンボウ）

## 著書
- 『JRA Dressage Training』[6]（2012年）